# FEKS
Fabryka Ekscentrycznego Aktora (FEKS) (ros. Фабрика эксцентрического актёра (ФЭКС)) – radziecka grupa awangardowa działająca w branży teatralnej i filmowej. Została założona w 1921 roku w Piotrogrodzie przez Grigorija Kozincewa i Leonida Trauberga. W 1930 roku przekształcona w Instytut Sztuki Scenicznej.

## Działalność
Celem feksów było zreformowanie ówczesnego teatru, szukając przy tym inspiracji w cyrku, musicalu i widowiskach jarmarcznych. Ich tzw. „Ekscentryzm” odrzucał starą, klasyczną sztukę szerząc hasła cyrkowego ekscentryzmu. Ich przedstawienie Ożenku, w którym „zelektryfikowano” Gogola wywołało skandal, i od tamtej pory feksy zaczęli eksperymentować w filmach.

## Uczniowie i współpracownicy
Uczniami FEKS byli aktorzy:
- Siergiej Gierasimow
- Siergiej Martinson
- Janina Żejmo
- Andriej Kostriczkin
- Jelena Kuźmina
- Sofja Magariłł
- Piotr Sobolewski

Współpracownikami FEKS byli także operator Andriej Moskwin i scenograf Jewgienij Jeniej.

## Filmy
- 1924: Przygody Oktiabryny
- 1925: Miszka walczy z Judeniczem
- 1926: Czarcie koło
- 1926: Szynel
- 1927: Braciszek
- 1927: Sojusz wielkiej sprawy
- 1929: Nowy Babilon